# أكمية أورلاندية
أكمية أورلاندية (الاسم العلمي: Aechmea orlandiana) هو نوع نباتي يتبع جنس الأكمية من فصيلة البروميلية.